# فرانتس اشتوخر
فرانتس اشتوخر (آلمانی: Franz Stocher؛ زادهٔ ۲۳ مارس ۱۹۶۹) دوچرخه‌سوار اهل اتریش است.
وی در مسابقات کشوری و بین‌المللی در مجموع برندهٔ ۱ مدال طلا، ۲ مدال نقره، ۳ مدال برنز شده‌است.